# Abu Salimfängelset
Abu Salimfängelset är ett ökänt fängelse i Tripolis, Libyen.
Fängelset stod under ledning av säkerhetstjänsten (Mukhabarat el-Jamahiriya, Internal Security Agency) och här fängslade regimen Muammar al-Gaddafi alla politiska fångar som kunde tänkas vara i opposition.
1 200 fångar dödades den 29 juni 1996 på order av Abdulla Al-Sanussi sedan de protesterat mot de omänskliga förhållandena i fängelset.
Den 28 augusti 2011 intogs fängelset av rebeller och fångarna släpptes fria.
En massgrav med 1 270 lik har påträffats strax utanför fängelset.